# Universo HQ
Universo HQ é um site brasileiro sobre quadrinhos, considerado uma das mais importantes fontes de informação relacionada a esse tema.

## História
O Universo HQ foi criado por Samir Naliato e foi ao ar pela primeira vez em 5 de janeiro de 2000. Depois de seis meses, ele convidou o jornalista Sidney Gusman para se tornar o editor-chefe do site. Gusman ainda convidou Sérgio Codespoti e Marcelo Naranjo para trabalhar com eles, seguidos por diversos colaboradores no decorrer dos anos. O primeiro destaque jornalístico do Universo HQ foi ainda em 2000, quando o quadrinista Jerry Robinson sofreu um infarto durante uma visita a São Paulo. A cobertura do Universo HQ se tornou a principal fonte utilizada pela imprensa não especializada em quadrinhos.

## Livro
Em 2015, a editora Nemo lançou o livro Universo HQ Entrevista (ISBN 978-85-82862-64-3), com uma compilação de 23 entrevistas feitas nos primeiros 15 anos do site, com artistas como Will Eisner, Ivo Milazzo, Joe Kubert, Mark Waid, Lourenço Mutarelli, Neil Gaiman, John Byrne, Giancarlo Berardi, Don Rosa, etc., incluindo duas entrevistas inéditas feitas especialmente para o livro, com José Luis García-López e Mauricio de Sousa.

## Podcast
Em 21 de agosto de 2015, o Universo HQ disponibilizou o primeiro episódio do podcast Confins do Universo com uma discussão sobre o novo filme do Quarteto Fantástico. O podcast é publicado periodicamente a cada duas semanas com um tema principal discutido por Naliato, Gusman, Codespoti e Naranjo, com a participação de diferentes convidados.

## Prêmios
O Universo HQ ganhou o Troféu HQ Mix dez vezes nas categorias "Melhor site sobre quadrinhos" (de 2001 a 2008) e "Melhor mídia sobre quadrinhos" (2010 e 2011). O editor Sidney Gusman também ganhou o prêmio de 2001 a 2007 na categoria "Melhor jornalista especializado" e o Troféu Jayme Cortez em 2004 e 2014.